# Belvedere di Spinello
Belvedere di Spinello (IPA: [bɛlveˈdere diˈspiˈnɛllo], Bervidìri o Spiniaddru in calabrese) è un comune italiano di 1 891 abitanti della provincia di Crotone in Calabria.

## Geografia fisica

### Territorio

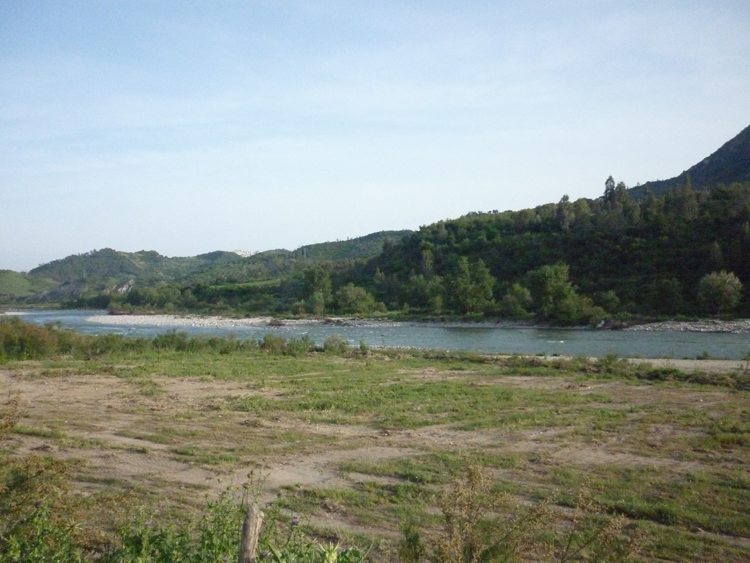
Il fiume Neto nei pressi di Belvedere Spinello.

Comune della media valle del Neto, il cui territorio si estende nella fascia collinare pliocenica alle falde del versante ionico della Sila Grande. Belvedere sorge sul pendio settentrionale di un poggio monte Castello (381 m) che domina la confluenza del fiume Lese con il Neto; l'abitato nel suo nucleo originario si protende in basso verso un sottile istmo a N del quale, sul ciglio di un ripiano terrazzato, si allunga il contiguo centro di Spinello.

## Origini del nome
L'attuale denominazione deriva dall'unificazione dei comuni di Belvedere e di Spinello, avvenuta nel 1863.
Il toponimo "Belvedere" sarebbe sorto in concomitanza con la realizzazione, da parte di Roberto il Guiscardo, di una fortificazione costruita in posizione dominante sulla valle del Neto e funzionale in preparazione all'assedio dell'allora città di Siberene (l'odierna Santa Severina).
"Spinello" fa invece riferimento a Carlo Ferrante Spinelli, capitano generale della Calabria al tempo di Carlo V.

## Storia
Belvedere, citato nel XV secolo come Belvedere di Levante o Malapezza da un feudo rustico poco distante, e Monte Spinello, fecero parte dello Stato di Cerènzia. Nello stesso periodo, fu interessato dall'insediamento da parte di alcuni migranti albanesi.
Feudo dei Carafa di Santa Severina, nel 1533 fu venduto a Marcantonio Lucifero di Crotone, ai cui discendenti rimase fino al 1603. Fu quindi dei Barbaro (1603), dei Rota (1613), degli Sculco e infine, per successione femminile, dei Giannuzzi-Savelli (1785). L'autonomia comunale avvenne nel 1799.
I due centri, Belvedere e Spinello, vennero unificati nel 1863 e assunsero la denominazione attuale.
Le chiese parrocchiali dei due centri, entrambe di fondazione sei-settecentesca, furono rifatte nel corso del XIX secolo.

### Simboli
Lo stemma e il gonfalone sono stati concessi con decreto del presidente della Repubblica del 21 marzo 1997.
Lo stemma riunisce elementi derivati dagli emblemi di Belvedere Malapezza (il cui feudo era stato assegnato nel 1471 dagli Aragonesi al condottiero Giorgio Raglia il quale portava uno scudo con un monticello sul quale era posato un corvo) e di Monte Spinello (un monticello sormontato da una spina, o "spino", arma da lancio a forma di stella).
Il gonfalone è un drappo di giallo con la bordatura di azzurro.

## Monumenti e luoghi d'interesse

### Architetture religiose

#### Santuario della Madonna della Scala

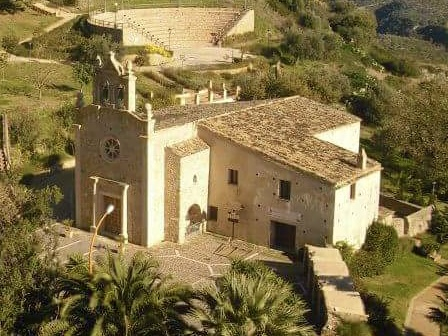
Il santuario della Madonna della Scala.

Inizialmente nello stesso luogo vi era la chiesa dei convento degli Agostiniani, fondato nel 1446 sotto la giurisdizione della provincia di Terra di Lavoro o Napoletana. Passò poi agli Zumpani. Infatti la Relazione del 1650 dice che fu fondato nel 1535 dal feudatario del luogo senza “patti alcuni” e col consenso del vescovo pro tempore di Cariati. La chiesa, sotto il titolo di S. Venere, era nel 1650 già completata, mentre il convento era in “fabrica”. All’epoca la famiglia conventuale era costituta da un sacerdote, un chierico e un converso laico. Fu abbandonato con la soppressione innocenziana del 1652.
Alla metà del Seicento la chiesa senza cura di Santa Maria della Scala è ormai uno dei canonicati della Diocesi di Cerenzia.
Ricostruito nel XVIII secolo ma rimaneggiato nel successivo, il santuario della Madonna della Scala è l'elemento caratterizzante di Belvedere di Spinello. Ritenuto come luogo di pace e tranquillità, erge nella parte finale del paese con uno scenario intatto ed immerso nella natura incontaminata che ospita al centro del parco una quercia di circa 400 anni con un tronco di 4 metri e un'altezza pari a 20 metri. La Chiesa, parte predominante di tutto il paesaggio, ha la forma a croce latina e con la facciata principale rivolta in direzione ovest, presenta un'unica navata con rientranze laterali a formare una T, in stile normanno-basiliano e risale al 1000-1200, accanto alla chiesa sono ben visibili le nicchie rupestri a sepolture tipo “grotta”. Con gli anni, la struttura è divenuta più maestosa vista la realizzazione di un anfiteatro, di bagni pubblici, viali di collegamento, finanziati da un'associazione non a scopo di lucro fatta dai numerosi fedeli. Grazie ai fondi è stato possibile creare un parco che si affaccia sul mar Ionio, in cui sono presenti ulivi, pini, gelsi, querce secolari, e varie specie di fiori. 
Sempre nell'area del santuario, troviamo un Romitorio ovvero un insediamento rupestre e religioso, probabilmente del X secolo, che è limitrofo ad una cappella, testimonianza della diffusione del monachesimo italo-greco.

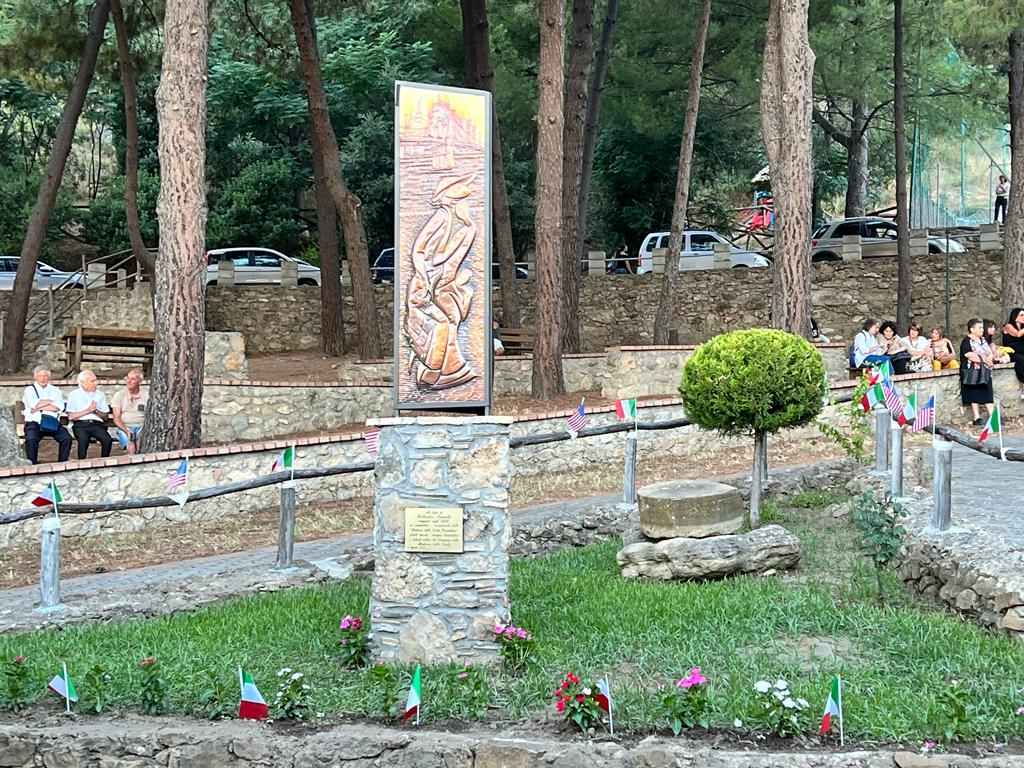
Monumento dedicato agli Emigrati di Belvedere di Spinello negli Stati Uniti d' America - Luigi Basile

Nel parco che circonda il santuario della Madonna della scala di Belvedere di Spinello si erge un monumento realizzato dall'artista Luigi Basile intitolato "Gli emigrati d'America". È stato dedicato ai figli degli emigrati di Belvedere di Spinello che vivono negli Stati Uniti d'America. L'opera rappresenta il sacrificio e la sofferenza di chi parte e lascia il proprio paese per cercare fortuna oltreoceano senza mai dimenticare le proprie origini. È stato inaugurato nell'agosto del 2023 con la presenza di Don Vincenzo Scerbo, il sindaco/avvocato Rosario Macrì, tutti i componenti del "Odv Pro Santuario" che hanno voluto tanto l'opera commissionando l'artista Luigi Basile per la realizzazione. Presenti anche un gruppo di emigrati di Belvedere di Spinello che vivono da moltissimi anni in America e che mancavano dal paese da tanto tempo e tanti residenti nel paese.
La formale elevazione a Santuario è del 2023.
Emigrati in Glen Cove nella contea di New York
Ormai è nota la presenza di una nutrita rappresentanza di emigrati di Belvedere di Spinello a Glen Cove nella contea di New York, a pochi km dalla Grande Mela, devoti e votati alla Madonna della Scala, interessati alla cura e alla tutela continua dell'immenso parco che circonda il Santuario, per mezzo delle attività della "Madonna della Scala Foundation", associazione costituita dagli emigrati che da circa trent'anni seguono e sovvenzionano i lavori e la manutenzione del parco.

#### Chiesa della Santissima Trinità
Costruita intorno al 1700, la chiesa della santissima Trinità fu restaurata nel XIX secolo. La chiesa è a navata unica e sull'altare è custodito un dipinto di notevole importanza artistico-culturale risalente a metà del 700, che raffigura la santissima Trinità. Insieme al dipinto della santissima Trinità troviamo lo stemma dei Rota, caratterizzato da uno sfondo azzurro con un'aquila coronata, una ruota d'oro ad otto raggi (nel centro) ed il simbolo di Belvedere che richiama lo stendardo attuale. Sotto influenza dei Rota, si suppone, con scarsa attendibilità, che la salma del principe don Tommaso Rota venne sepolta all'interno della chiesetta di Santa Maria della Pietà posta nelle vicinanze che però non riscontra alcuna influenza di questo casato. Presente, sempre negli interni, la statua del santissimo Rosario e quella della Madonna Della Pietà, patrona di Belvedere. L'esterno è stato restaurato più volte e come elemento settecentesco ritroviamo le pietre usate per la costruzione.

#### Chiesa di San Salvatore
Sorge a Spinello ed è l'edificio più antico del paese, in quanto, costruito nei primi anni del '700. Nel corso degli anni Sessanta, la facciata e stato oggetto di un profondo cambiamento che ha fatto perdere alla struttura le sue caratteristiche originarie.  Nel restauro, non vi comprese l'architettura del campanile che nei primi anni dell'800 fu rifugio per le milizie francesi che attaccavano la popolazione di Spinello in preda ad una ribellione. Successivamente, i briganti riuscirono ad entrare, uccidendo le milizie. Nel 2010 il campanile fu colpito da un fulmine che provocò lievi danni prontamente riparati.                                                      Nel 2021, grazie ad un importante lavoro di restauro voluto dal parroco don Vincenzo Scerbo, è stato ripristinato il prospetto primigenio dalla facciata della chiesa.
All'interno della struttura è custodita una riproduzione della statua della Madonna Della Scala (la copia originale è conservata nel santuario della Madonna Della Scala) e dei dipinti antichi che raffigurano l'Annunciazione e la Madonna della Catena.

## Società

### Evoluzione demografica
Abitanti censiti

### Etnie e minoranze straniere
Al 31 dicembre 2018 i cittadini stranieri residenti a Belvedere di Spinello sono 155, così suddivisi per nazionalità:
1. Romania, 101
2. Bulgaria, 27

### Storie di emigrazione
La tematica dell'emigrazione, che ha riguardato l'Italia sin dal 1800, comprende anche Belvedere Spinello. I belvederesi partirono in vari posti formando negli anni delle colonie, tra le quali le più importanti sono:
- Glen Cove: La più grande testimonianza di ciò è il Comitato Pro-Santuario con sede nell'omonimo luogo. Ogni anno c'è la celebrazione della festa in onore della Madonna Della Scala, in cui solitamente partecipa il parroco ed una delegazione dell'amministrazione comunale di Belvedere Spinello.
- Erding
- Rivoli
- Rho in cui nel 2012 è stato organizzato il primo raduno di Belvederesi in Lombardia.

## Economia
L'economia belvederese è intensificata maggiormente sulla produzione agricola fatta da numerosi uliveti, vigneti, frutteti i cui ricavati si esportano sul territorio nazionale (soprattutto olio d'oliva). Un'economia basata anche nel settore zootecnico, tanto che Belvedere Spinello è stato indicato come uno dei migliori centri in Calabria per la produzione del bovino da carne e la produzione di formaggi come il pecorino di ottima qualità.La manifestazione fieristica che si tiene ogni anno il 25 aprile sin dal 1983 ne è la prova. Di interessamento nazionale è anche la miniera di salgemma presente sul territorio. Il turismo è sostenuto pienamente dal Santuario della Madonna della Scala, circondato da un maestoso e suggestivo parco, che ospita ogni anno molti eventi.
È anche presente una sorgente termale nei pressi dell'abitato.

### Miniera di salgemma
Nei pressi della valle del Neto è presente una miniera di salgemma. Le prime notizie ci rimandano al XVI-XVII secolo in cui a Crotone c'era il Fondaco del Sale. Le miniere sopravvissero fino all'epoca borbonica (1826), quando furono chiuse perché ritenute poco controllabili e non più necessarie per il fabbisogno del Regno. Dopo molti anni nel 1969, la Montedipe (attuale Eni) investe su Belvedere Spinello, comprando a basso prezzo gran parte degli appezzamenti di terreno limitrofi alla miniera e facendo iniziare così le estrazioni.
Le estrazioni erano fatte con la tipologia a "pozzi multipli", ovvero, introdurre ad alta pressione dell'acqua al fine di sciogliere lo strato salino (salgemma) che faceva emergere la salamoia poi raffinata divenendo sale. Un sale quasi puro con circa il 99,97% di cloruro di sodio, e quindi, usabile in campo elettrolitico.
Un metodo di estrazione vantaggioso ma rischioso, infatti, nel 1984 ci fu un collasso minerario che provocò gravi danni al territorio. Le estrazioni durarono per anni a pieno ritmo, ma nel 2009 con la chiusura dello stabilimento di Marghera, la miniera di salgemma di Belvedere di Spinello insieme allo stabilimento di Cirò Marina dovettero chiudere i battenti.

#### Controversie legate ad essa
Nel corso degli anni ci furono molte proteste per la miniera. Tra le prime, abbiamo quella del 1984, in cui, i cittadini belvederesi hanno lottato per l'assunzione di qualche concittadino. La protesta non fu molto efficace, infatti ci furono solo 5 assunzioni. Dal 1985 gli amministratori, tentarono con una serie di ricorsi alle autorità competenti, di far chiudere la miniera visti i danni causati dal collasso, ma che non andarono in porto. Infine, nel 2013 delle fuoriuscite di salamoia hanno obbligato le istituzioni a provvedere per la chiusura della strada provinciale SP30.

### Fiera zootecnica del 25 aprile
Per valorizzare la densità zootecnica dal 25 aprile 1983 si tiene in località Timpa del Salto la manifestazione fieristica famosa in tutta la Calabria. Il posto è diviso in vari chilometri con quattro zone. Una prima che racchiude al meglio il tema della fiera in cui troviamo l'esposizione dei bovini, equini, suini, ovini, caprini esibiti nei box. Una seconda adibita per gli stand di degustazione dei prodotti tipici. Una terza riservata all'esposizione, all'artigianato, alle macchine agricole. Una quarta data ai venditori ambulanti. Inizia con il consueto saluto del Sindaco e dall'Amministrazione insieme a tutte le associazioni che vi partecipano, in seguito, la degustazione completamente gratuita della carne del vitello locale fa accorrere numerose persone. Ogni anno il paese attende centinaia di persone che possono usufruire di vari servizi messi a disposizione dell'Amministrazione.

## Amministrazione

### Regno d'Italia (1861 - 1946)
| Periodo | Periodo | Primo cittadino        | Partito | Carica                  | Note |
| ------- | ------- | ---------------------- | ------- | ----------------------- | ---- |
| 1860    | 1861    | Gaetano Spina          |         | Sindaco                 |      |
| 1862    | 1864    | Salvatore Joele        |         | Sindaco                 |      |
| 1864    | 1866    | Gaetano Spina          |         | Sindaco                 |      |
| 1867    | 1869    | Salvatore Joele        |         | Sindaco                 |      |
| 1870    | 1891    | Gaetano Spina          |         | Sindaco                 |      |
| 1892    | 1893    | Giovanni Maria Spina   |         | Sindaco                 |      |
| 1893    | 1894    | Gaetano Ioele          |         | Sindaco                 |      |
| 1894    | 1895    | Antonio Giglio         |         | Commissario prefettizio |      |
| 1896    | 1899    | Salvatore Ioele        |         | Sindaco                 |      |
| 1900    | 1901    | GiovanBattista Rotondo |         | Sindaco                 |      |
| 1902    | 1912    | Luigi Ioele            |         | Sindaco                 |      |
| 1912    | 1913    | Nicola Coronati        |         | Commissario prefettizio |      |
| 1913    | 1914    | Giovanni Strada        |         | Sindaco                 |      |
| 1915    | 1920    | Vincenzo Cordua        |         | Sindaco                 |      |
| 1921    | 1922    | Giovanni Strada        |         | Sindaco                 |      |
| 1922    | 1923    | Luigi Ioele            |         | Sindaco                 |      |
| 1923    | 1924    | Ernesto Ioele          |         | Commissario prefettizio |      |
| 1924    | 1931    | Vincenzo Spina         |         | Podestà                 |      |
| 1930    | 1931    | Emilio De Matteis      |         | Commissario prefettizio |      |
| 1932    | 1936    | Emilio De Matteis      |         | Podestà                 |      |
| 1936    | 1945    | Gaetano Spina          |         | Commissario prefettizio |      |

### Repubblica Italiana (1946 - oggi)
| Periodo | Periodo   | Primo cittadino          | Partito      | Carica                   | Note                        |
| ------- | --------- | ------------------------ | ------------ | ------------------------ | --------------------------- |
| 1946    | 1952      | Giuseppe Alberto loele   | Lista civica | Sindaco                  |                             |
| 1952    | 1956      | Rocco Aiello             | Lista civica | Sindaco                  |                             |
| 1957    | 1958      | Anselmo Ioele            | lista civica | Sindaco                  |                             |
| 1959    | 1960      | Michele Dima             | lista civica | Sindaco facente funzioni |                             |
| 1960    | 1964      | Domenico Antonio Bagnato | lista civica | Sindaco                  |                             |
| 1964    | 1975      | Vincenzo Macrì           | lista civica | Sindaco                  | Doppio mandato              |
| 1975    | 1980      | Giuseppe Aiello          | lista civica | Sindaco                  |                             |
| 1980    | 1987      | Luigi Cassano            | lista civica | Sindaco                  |                             |
| 1987    | 1990      | Salvatore Bellio         | lista civica | Sindaco facente funzioni |                             |
| 1990    | 1992      | Luigi Aiello             | lista civica | Sindaco                  |                             |
| 1992    | 1995      | Pietro Renda             | lista civica | Sindaco facente funzioni |                             |
| 1995    | 1999      | Giuseppe Ienopoli        | lista civica | Sindaco                  | Un anno di commissariamento |
| 1999    | 2009      | Antonio Giovanni Amato   | lista civica | Sindaco                  | Doppio mandato              |
| 2009    | 2014      | Giovanni Basile          | lista civica | Sindaco                  |                             |
| 2014    | 2024      | Rosario Macrì            | lista civica | Sindaco                  | Doppio mandato              |
| 2024    | in carica | Antonio Giuseppe Amato   | lista civica | Sindaco                  | [ 16 ]                      |

### Gemellaggi
- Rho, dal 2014

- Erding, dal 2014

## Sport

### Calcio
Lo sport più praticato è il calcio. Nel 1975 nasce la società AS Belvedere Spinello che ha svolto ininterrottamente l'attività sportiva fino al 1992. Disputò 16 campionati consecutivi e fu promossa, nel 1990/91 in prima categoria insieme all'attuale società del Crotone Calcio. Da qui una parabola discendente, con tre promozioni in 20 anni dalla terza alla seconda, ma con altrettanti fallimenti e cambi di denominazione. Nel 2005 nasce la società FC Belvedere con sei partecipazioni consecutive, di cui due in seconda categoria. Dopo gli svariati problemi burocratici, nel 2012 nasce la società FC Nuova Belvedere che disputò solo un campionato. A distanza di due anni, nel 2014, nasce la società SC Belvedere Spinello ASD che milita nel campionato di terza categoria.